# 唐人殺し
唐人殺し（とうじんごろし）とは、明和元年（1764年）、大阪で起きた、日本人通辞による朝鮮人殺害事件である。

## 概要
この事件は明和元年（1764年）、大阪の北の御堂の旅館で、対馬の通辞役鈴木伝蔵が、来日中の朝鮮通信使の随行員崔天悰を殺害したものである。
正使は超儼と称し、一行330余人、江戸幕府における将軍家謁見、饗応の儀式、万端とどこおりなくすんで、3月11日、江戸を出発し、大阪に滞在中、4月7日払暁の事件であった。
本人の書き置きによれば、4月6日の暮れに御堂御台所で行列奉行の朝鮮人と口論になり、さんざんに打擲されたので、日本人の恥辱をそそぐために討ち果たしたものであるという。その後いったん立ち退いた鈴木は摂州の小浜でとらえられ、5月2日、木津川で朝鮮側の立ち会いのもとに死刑に処せられた。
なお、この事件は後の歌舞伎などに脚色された。1767年（明和4年・英祖43年）に『世話料理鱸包丁』（『今織蝦夷錦』）が上演されるが2日間で上演中止となる。その後、同様の主題による1789年（寛政元年・正祖13年）の『漢人韓文手管始』、1792年（寛政4年・正祖16年）の『世話仕立唐縫針』などの作品が作られた。